# Diana Dietz
Diana Dietz (ur. 30 sierpnia 1969) – niemiecka lekkoatletka specjalizująca się w biegach sprinterskich. Reprezentowała Niemiecką Republikę Demokratyczną.
Na arenie międzynarodowej odniosła następujące sukcesy:
| Rok  | Miejsce         | Zawody                      | Konkurencja                                    | Pozycja                               | Wynik                 |
| ---- | --------------- | --------------------------- | ---------------------------------------------- | ------------------------------------- | --------------------- |
| 1987 | Birmingham      | mistrzostwa Europy juniorów | bieg na 100 m bieg na 200 m sztafeta 4 × 100 m | złoty medal                           | 11,39 23,18 44,62     |
| 1988 | Greater Sudbury | mistrzostwa świata juniorów | bieg na 100 m bieg na 200 m sztafeta 4 × 100 m | złoty medal srebrny medal złoty medal | 11,18 22,88 (w) 43,48 |

Dwukrotna medalistka mistrzostw NRD w sztafecie 4 × 100 m: srebrna (1988) oraz brązowa (1987).
Rekordy życiowe: 
- stadion

- bieg na 100 m – 11,18 (28 lipca 1988, Greater Sudbury)
- bieg na 200 m – 23,18 (9 sierpnia 1987, Birmingham)
- sztafeta 4 × 100 m – 43,48 (31 lipca 1988, Greater Sudbury)

- hala

- bieg na 60 m – 7,26 (6 lutego 1988, Senftenberg)